# ZX Interface 1

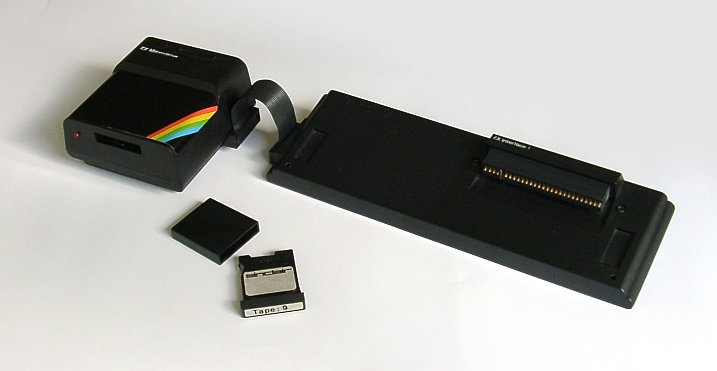
Una ZX Interface 1 collegata a uno ZX Microdrive

La ZX Interface 1 è una periferica della Sinclair Research per il suo home computer ZX Spectrum, lanciata nel 1983, che serve da interfaccia di rete verso altri dispositivi.

## Descrizione
Originariamente concepita come interfaccia di rete locale da usare nelle classi scolastiche, venne modificata prima del lancio in modo da poter pilotare fino a otto ZX Microdrive. Comprende anche una interfaccia RS-232 a 9 piedini, destinata principalmente all'uso con le stampanti, capace di operare fino a 19,2 kbit/s — un raro esempio d'uso di un connettore standard da parte di Sinclair.

Nell'interfaccia era presente un'ulteriore ROM da 8K in grado di estendere il BASIC Sinclair con i comandi di supporto alle nuove porte di espansione, contenenti il software di controllo per i Microdrive, la porta RS-232 e l'interfaccia di rete. La ROM si aggancia al gestore d'errori del BASIC Sinclair per estenderne la sintassi con nuove istruzioni. Questo meccanismo divenne uno standard ufficiale, e altri sviluppatori impararono presto a usarlo per creare altre estensioni per il BASIC.
L'interfaccia è provvista di due porte di rete, grazie alle quali è possibile collegare fino a 64 spectrum in daisy chain, usando cavi di rete lunghi fino a 3 metri. La rete, detta ZX Net, usa un protocollo proprietario simile al protocollo CSMA. I dati possono essere inviati a 100 kbit/s sia da una workstation a un'altra, sia in broadcast verso tutti i nodi, consentendo a una macchina di agire da server. Forniva un'ulteriore ROM da 8K in grado di estendere il BASIC Sinclair con i comandi di supporto alle nuove porte di espansione.
Lo stesso protocollo, ribattezzato QLAN, fu usato successivamente nel Sinclair QL. In teoria avrebbe dovuto essere compatibile con lo ZX Net, ma di fatto l'interoperabilità era problematica per via di differenze di temporizzazione.